# Ladutjärnen (Burträsks socken, Västerbotten)
Ladutjärnen är en sjö i Skellefteå kommun i Västerbotten och ingår i Sävaråns huvudavrinningsområde.